# Гыда (река)
Гыда (устар. Гида) — река в России, протекает по территории Тазовского района Ямало-Ненецкого автономного округа. Длина реки — 147 км, площадь водосборного бассейна — 6820 км².
Названа по проживавшему близ реки ненецкому роду.
Среднегодовой расход воды — 45-50 м³/с, объём годового стока 1,4-1,5 кубических километра. Река берёт начало из озера Хасато (Хасейнто), течет с востока на запад и впадает в юго — восточную часть Гыданской губы Карского моря.
Замерзает река в конце сентября — первой декаде октября, вскрывается во второй половине июня. Продолжительность ледостава свыше 8,5 месяцев. Питание реки преимущественно снеговое, наличие вечной мерзлоты объясняет низкую долю грунтовых вод. Половодье начинается в июне, а заканчивается в августе. Сток регулируется озёрами.
Основные притоки: слева — Няваяха, Нейяха, Хыдентояха, Адасеяха; справа — Лумпадаяха.